# Zona Rural Est de Vitòria
La Zona Rural Est de Vitòria (en basc Ekialdeko Nekazaritza Eremua) és l'agrupació de consells rurals de Vitòria que hi ha a l'est de la ciutat. La població d'aquesta àrea de la ciutat és de 1.971 habitants l'any 2008. Els 20 concejos integrants d'aquesta zona són:
- Aberasturi - 149 habitants.
- Andollu - 46 habitants.
- Arkauti - 75 habitants.
- Arkaia - 88 habitants.
- Argandoña - 41 habitants.
- Askartza - 56 habitants.
- Betoñu - 531 habitants.
- Bolibar - 12 habitants.
- Zerio - 28 habitants.
- Elorriaga - 82 habitants.
- Gamiz - 23 habitants.
- Ilarratza - 61 habitants.
- Jungitu - 95 habitants.
- Lubinao - 33 habitants.
- Matauku - 37 habitants.
- Oreitia - 70 habitants.
- Otazu - 68 habitants.
- Uribarri Arratzua - 53 habitants.
- Uribarri Nagusia/Ullibarri de los Olleros - 56 habitants.
- Villafranca de Estíbaliz - 182 habitants.